# مرد عنکبوتی (بازی ویدئویی ۲۰۰۰)
مرد عنکبوتی (به انگلیسی: Spider-Man) یک بازی ویدئویی اکشن-ماجرایی است که توسط شرکت نورسافت تولید و به وسیله اکتیویژن در ۳۰ اوت ۲۰۰۰ برای کنسول پلی استیشن ۱ منتشر شد. داستان این بازی ماجرای مرد عنکبوتی است که باید یکی از دشمنان قدیمی خود به نام دکتر اختاپوس را متوقف کند، دکتر اختاپوس در این بازی برای مرد عنکبوتی پاپوش می‌دوزد و شهر نیویورک را از گازهای هسته ای پر می‌کند. باس‌های این بازی شامل دکتر اختاپوس، ونوم، کرگدن، میستریو، عقرب و کارنیج می‌باشند. دنباله این بازی تحت عنوان مرد عنکبوتی ۲: ورود الکترو در اکتبر ۲۰۰۱ منتشر شد.

## خلاصه داستان
دکتر اختاپوس اینبار با به مرد عنکبوتی پاپوش می‌دوزد و سطح شهر را از گازهای های سمی پر می‌کند. مرد عنکبوتی می‌خواهد جلوی این اتفاق را بگیرد ولی شرورهای دیگری مثل ونوم یا عقرب سد راهش می‌شوند و پس از شکست تک تک آن‌ها، مرد عنکبوتی موفق می‌شود به پایگاه دکتر اختاپوس برود و او را شکست می‌دهد و پس از شکست او، مرد عنکبوتی باید کارنیج را شکست دهد و او را هم شکست می‌دهد ولی سیمبیوت کارنیج به بدن دکتر اختاپوس پیوند می‌خورد و باعث خلق دکتر اختاپوس هیولا می‌شود. مرد عنکبوتی در حالی که دکتر اختاپوس هیولا او را دنبال می‌کند و از طرفی دیگر، پایگاه در حال انفجار است، دست به فرار می‌زند و در آخر سیمبیوت کارنیج از بدن دکتر اختاپوس جدا می‌شود و از بین می‌رود و تمامی ابر شرورها به غیر از ونوم به زندان می‌افتند. شخصیت های مشهور ماورل هم مانند کاپیتان آمریکا، بی باک، پانیشر، مشعل انسانی، گربه سیاه و جی جوناه جیمسون در بازی حضور دارند.

## نکات جالب در بازی
1. در مرحله ای که پلیس به دنبال مرد عنکبوتی است، می‌توان جرثقیلی را دید که رویش عکس کدو تنبل کشیده شده و می‌توان به داخل این جرثقیل رفت و نکات دیگری مثل بمب‌های کدویی می‌توان دید که به حضور گرین گابلین در این بازی اشاره دارد.(البته خود این شخصیت را در بازی مشاهده نمی‌کنیم)
2. در مرحله ای که مرد عنکبوتی به ساختمان دیلی بیوگل می‌رود، میتوان به صورت خیلی کوتاه ، روح سوار را دید که از ساختمانی پایین می‌رود.
3. در مرحله ای که پلیس در حالی که مرد عنکبوتی به دیوار چسبیده، موشک پرتاب میکند، میتوان عکس هالک و ولورین را که در گوشه های ساختمان نصب شده، دید.
4. در اولین مرحله از بازی، میتوان برج چهار شگفت انگیز را دید.
5. در مراحل مختلف میتوان لوگوی شرکت اکتیویژن را که در بالای ساختمان ها نصب شده، دید.
6. در مرحله تعقیب مرد عنکبوتی توسط پلیس ، یک بالن تبلیغاتی به رنگ نارنجی وجود دارد که اگر مرد عنکبوتی روی آن برود ، میتواند به صورت خیلی کوتاهی موج سوار نقره ای را ببیند.
7. در طول بازی، بازیکن میتواند کاور کمیک بوک های مشهور مرد عنکبوتی از جمله کمیک بوک های مرد عنکبوتی شگفت انگیز را جمع آوری کند.
8. در مراحلی مختلف میتوان ساختمان صنایع استارک متعلق به مرد آهنی را دید. همچنین میتوان در مرحله تعقیب ونوم توسط مرد عنکبوتی، برج راکسون را دید.
9. در مرحله نبرد اول مرد عنکبوتی با ونوم، روی دیوار میتوان اسم گروه هل فایر را دید.
10. در یکی از سکانی های ویدئویی بازی، در گفتگوی ونوم و مرد عنکبوتی، ونوم چند بار اسم ثور، گالاکتوس را به زبان می‌آورد. در همین گفتگو مرد عنکبوتی هم به آفتاب پرست اشاره میکند.
11. در مرحله ای که می خواهید به سراغ دزد های بانک بروید میتوان واچر را دید و مشعل انسانی را که روی ساختمان چهار  شگفت انگیز ایستاده و اگر پیش او بروید به مرد عنکبوتی میگوید که نمی‌تواند کمکش کند چون باید با گروه چهار شگفت انگیز به جنگ مول من (دشمن چهار شگفت انگیز) بروند.
12. نیمور هم در نبرد مرد عنکبوتی با کارنیج دیده میشود.
13. در یکی از سکانس های ویدئویی بازی، پانیشر با میکروچیپ صحبت میکند.

## اقتباس ها
بازی ویدئویی
در سال ۲۰۰۲ با اکران اولین فیلم مرد عنکبوتی، بازی اختصاصی مرد عنکبوتی ساخته شد. این بازی در گیم پلی شباهت بی اندازه ای به بازی ۲۰۰۰ داشت و مورد استقبال خوبی مواجه شد.  

## بازتاب‌ها
این بازی با نقدهای بسیار بالایی نزد منتقدین و بازیبازان دریافت کرد. سایت متاکریتیک به این بازی نمره ۸۷ از ۱۰۰ داد و این بازی را در لیست ۱۰ بازی برتر پلی استیشن یک در سال ۲۰۰۰ قرار داد.
| گردآورنده  | امتیاز  | امتیاز       | امتیاز | امتیاز      | امتیاز    |
| گردآورنده  | دریم‌کست | گیم بوی کالر | ان۶۴   | رایانه شخصی | پلی‌استیشن |
| ---------- | ------- | ------------ | ------ | ----------- | --------- |
| گیم‌رنکینگز | 80%     | 67%          | 83%    | 68%         | 87%       |
| متاکریتیک  | 80/100  | ن/م          | 72/100 | 68/100      | 87/100    |

| ناشر                     | امتیاز  | امتیاز       | امتیاز | امتیاز      | امتیاز    |
| ناشر                     | دریم‌کست | گیم بوی کالر | ان۶۴   | رایانه شخصی | پلی‌استیشن |
| ------------------------ | ------- | ------------ | ------ | ----------- | --------- |
| آل‌گیم                    | [ ۱۰ ]  | [ ۱۱ ]       | [ ۱۲ ] | [ ۱۳ ]      | [ ۱۴ ]    |
| الکترونیک گیمینگ مانثلی  | 7.5/10  | ن/م          | 7/10   | ن/م         | 7.83/10   |
| یوروگیمر                 | ن/م     | ن/م          | ن/م    | ن/م         | 9/10      |
| گیم اینفورمر             | ن/م     | ن/م          | 8/10   | ن/م         | ن/م       |
| GameFan                  | ن/م     | ن/م          | ن/م    | ن/م         | 73%       |
| گیم‌پرو                   | [ ۲۱ ]  | ن/م          | [ ۲۲ ] | ن/م         | [ ۲۳ ]    |
| گیم رولیشن               | B       | ن/م          | C      | ن/م         | B−        |
| گیم‌اسپات                 | 7.2/10  | 6.5/10       | 7.8/10 | 6.6/10      | 7.7/10    |
| گیم‌اسپای                 | 8/10    | ن/م          | ن/م    | 77%         | ن/م       |
| گیم‌زون                   | 7/10    | ن/م          | ن/م    | 7/10        | ن/م       |
| آی‌جی‌ان                   | 8.4/10  | 9/10         | 8.5/10 | 6/10        | 9/10      |
| نکست جنریشن              | [ ۴۰ ]  | ن/م          | ن/م    | ن/م         | [ ۴۱ ]    |
| نینتندو پاور             | ن/م     | 7.1/10       | [ ۴۳ ] | ن/م         | ن/م       |
| اوپی‌ام (ایالات متحده)    | ن/م     | ن/م          | ن/م    | ن/م         | [ ۴۴ ]    |
| پی‌سی گیمر (ایالات متحده) | ن/م     | ن/م          | ن/م    | 78%         | ن/م       |